# Mariusz Stanowski
Mariusz Stanowski (ur. 10 marca 1951 w Warszawie) – polski malarz, projektant, teoretyk sztuki.

## Wykształcenie
Ukończył studia na Politechnice Warszawskiej (Wydział Mechaniki Precyzyjnej 1974) oraz Akademię Sztuk Pięknych w Warszawie (Wydział Wzornictwa 1979), gdzie następnie pracował przez kilka lat jako projektant i pracownik dydaktyczny. Równolegle studiował malarstwo w pracowni prof Tadeusza Dominika.

## Życiorys
Od 1984 zajmuje się głównie malarstwem i teorią sztuki. W tym roku ukazała się jego pierwsza praca teoretyczna (w formie skryptu), dotycząca percepcji struktur wizualnych pt. Struktury Abstrakcyjne (ASP, Warszawa 1984). Również w tym roku debiutował jako malarz wystawą w Muzeum Sztuki Współczesnej Vikingsberg w Helsinborgu razem z Tadeuszem Dominikiem, Janiną Dobrzyńską i Andrzejem Podkańskim. Pokazane tam obrazy mają jeszcze charakter neokubistyczny. W 1985 w jego malarstwie znaczną rolę zaczęła odgrywać świadomość, a tworzywem, oprócz tradycyjnych środków malarskich, stały się również pojęcia. Jest to też próba połączenia malarstwa z konceptualizmem. W tym czasie jego wystawy miały charakter programowy. W Galerii Stodoła (Warszawa 1986), w katalogu wystawy znalazły się teksty teoretyczne: Malarstwo Czyste – Manifest, Sztuka i Rzeczywistość, Kryzys Sztuki Jako Sztuka i Malarstwo Czyste – Interpretacja (Stanowski 1986), oraz w katalogu wystawy (Galeria Działań), tekst Stefana Morawskiego pt. Próba Sił (1989).
W tym czasie nawiąywał też kontakt z polskimi konceptualistami m.in. Janem Świdzińskim i Zbigniewem Warpechowskim. W latach 1991–1992 współpracował z czasopismem „Obieg” wydawanym przez Centrum Sztuki Współczesnej w Warszawie (teksty: Notatka z wykładu, Po co definicja, List do Bogusława Schaeffera). Po okresie programowym nadrzędną treścią malarstwa Stanowskiego stała się sama twórczość (Twórczość i ekspresja twórczości – tekst do katalogu wystawy w Galerii Bałuckiej, Łódź,1997).
W latach 1993–1996 mieszkał w Nowym Jorku, gdzie również wystawiał swoje prace: Pass Gallery, Four Walls Gallery, Visual Art Museum (School of Visual Arts) and Radford University (Radford, USA). W 2003 roku ukazał się podsumowujący katalog jego prac obejmujący okres 1980-2003. W 2005 Wydział Filozofii i Socjologii Uniwersytetu Warszawskiego wydał książkę pt. Struktury Abstrakcyjne. Jest to rozszerzona praca teoretyczna z 1984, w której autor wyjaśnia wiele nierozstrzygniętych kwestii związanych z estetyką i percepcją wizualną oraz proponuje definicję piękna jako obietnicę rozwoju.
Praca ta staje się początkiem do dalszych rozważań wychodzących poza obszar estetyki w kierunku filozofii umysłu, teorii złożoności i fizyki. Rozważania te były prezentowane na różnych seminariach i konferencjach m.in. na Uniwersytecie Warszawskim, Wydział Fizyki 2006 i Politechnice Warszawsikej, Wydział Fizyki 2007 oraz na Uniwersytecie Mikołaja Kopernika w Toruniu, Wydział Filozofii 2005.
W artykule Abstract Complexity Definition (Stanowski 2011), przedstawił swoją definicję złożoności, wywodzącą się z analiz percepcji wizualnej. W oparciu o tę definicję powstała hipoteza binarnej konstrukcji rzeczywistości (Stanowski 2014).

## Wybrane wystawy indywidualne
- 1986 – Galeria Stodoła, Warszawa
- 1987 – Studio Wizualne Kontakt, Poznań
- 1988 – Galeria Teatru Powszechnego, Warszawa
- 1989 – Galeria Działań, Warszawa
- 1991 – Galeria Test, Warszawa
- 1992 – Stara Kordegarda, Warszawa
- 1993 – Pass Gallery, New York, USA
- 1996 – Państwa Galeria Sztuki, Sopot
- 1997 – Galeria Bałucka, Łódź
- 1999 – Galeria Milano, Warszawa
- 2001 – BWA, Zielona Góra
- 2003 – Galeria Bałtycka, Ustka
- 2004 – Galeria Wozownia, Toruń
- 2005 – Galeria DAP, Warszawa
- 2006 – Galeria Test, Warszawa
- 2009 – Galeria Krytyków Pokaz, Warszawa
- 2011 – Portrety, Galeria PAcamera, Suwałki

## Wybrane wystawy zbiorowe
- 1984 – Muzeum Sztuki Vikingsberg, Helsingborg, Szwecja
- 1987 – Międzynarodowe Triennale Portretu Współczesnego, Radom
- 1988 – Fotografia Intermedialna, BWA, Poznań
- 1988 – Arsenał ’88, Warszawa
- 1989 – Charlottenborg Palace, Kopenhaga, Dania
- 1989 – Red and White, Warszawa
- 1989 – Krytycy o nas, BWA, Sopot
- 1990 – Elektryczny Wachlarz, Fabryka Norblina, Warszawa
- 1990 – Triennale Malarstwa, Oskaka, Japonia
- 1991 – Galeria Zapiecek, Warszawa
- 1991 – Notoro, Orońsko
- 1992 – BWA, Katowice
- 1993 – Pier Show, New York, USA
- 1994 – Four Walls gallery, New York, USA
- 1994 – Radford University, Radford, USA
- 1996 – Visual Art Museum, School of Visual Arts, New York, USA
- 1996 – Współczesny Rysunek Polski i Grafika, PGS Sopot
- 1997 – East Tennessee State University, Johnson City, USA
- 2003 – V Triennale Sztuki Sacrum, MGS, Częstochowa
- 2005 – W drodze, wystawa podróżująca (Polska, Szwecja, Niemcy)
- 2006 – Warszawa w Berlinie, Kommunale Galerie, Berlin
- 2006 – Warszawa w Sofii, Instytut Polski w Sofii, Sofia